# Giacomo Barri

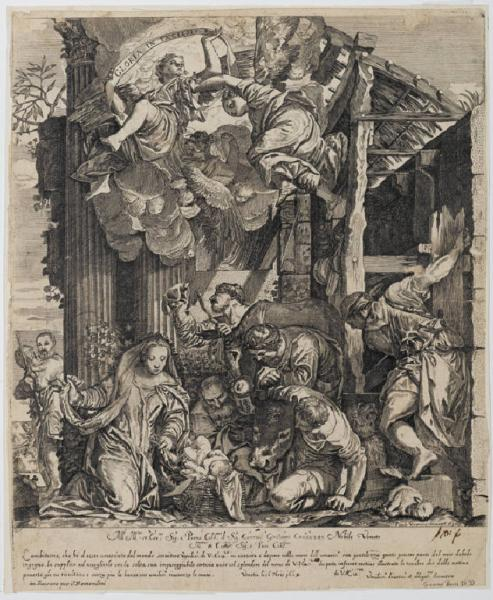
La adoración de los pastores, grabado al aguafuerte de Giacomo Barri según Veronés.

Giacomo Barri (documentado en Venecia entre 1630 y 1689) fue un pintor y grabador italiano del Barroco. Grabó algunas planchas con sus diseños originales y en 1671 publicó un libro titulado Viaggio pittoresco in cui si notano distintamente tutte le pitture famose de' più celebri pittori che si conservano in qualsivoglia città dell' Italia, con vistas de las ciudades y de algunas pinturas de los grandes maestros. También grabó una Natividad inspirada en la de Paolo Veronese. No se conoce ninguna de sus pinturas.